# Stade central (Kazan)
Pour les articles homonymes, voir Stade central.
Le Stade central (en russe : Центральный стадион) est un stade de football situé à Kazan en Russie inauguré en 1960. Rénové en 2006, le stade d'une capacité de 30 133 places accueille les matchs de football du FK Rubin Kazan.
L'enceinte a aussi accueilli la finale aller de la Coupe féminine de l'UEFA 2008-2009 opposant le Zvezda 2005 au FCR 2001 Duisburg.

## Événements
- Finale aller de la Coupe féminine de l'UEFA 2008-2009, 16 mai 2009